# Academia Estadual de Polícia Silvio Terra

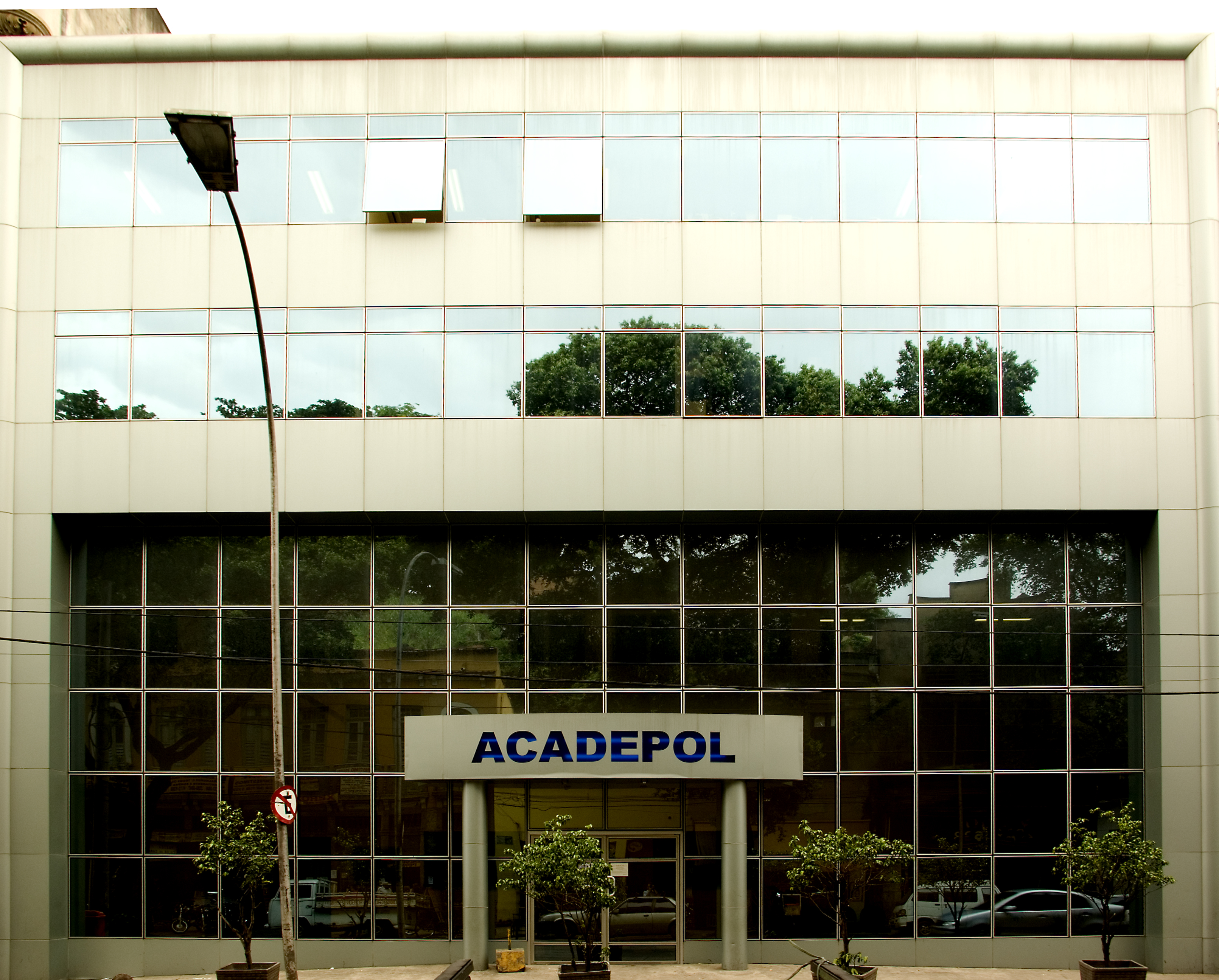
ACADEPOL (edifício da Direção)

A Academia Estadual de Polícia Silvio Terra - ACADEPOL, é o órgão de recrutamento, seleção e formação profissional da Polícia Civil do Estado do Rio de Janeiro e está localizada na cidade do Rio de Janeiro, no bairro do Centro.

## História
O estabelecimento de ensino da Polícia Civil do Rio de Janeiro foi instituído em 2 de fevereiro de 1912, por Instrução do Chefe de Polícia do Distrito Federal, sob a denominação de Escola de Polícia Científica do Rio de Janeiro e destinava-se a formação profissional dos agentes do Corpo de Segurança Pública, os investigadores da época. Ocupava uma área localizada no antigo Palácio da Polícia, na Rua da Relação.
O seu primeiro Diretor foi o Professor Elísio de Carvalho, criminologista respeitado internacionalmente, que se perfilhou ao movimento reformador da Polícia do Rio de Janeiro no sentido de criar uma polícia judiciária verdadeiramente democrática, cujas investigações realizadas dentro dos limites da lei recebessem o apoio do conhecimento científico fornecido pelos órgãos periciais.
Em 1913, o Dr. Edmond Locard, famoso criminologista francês, cumprimentou a polícia da cidade do Rio de Janeiro pela iniciativa de fundar uma Escola de Polícia, tendo em vista as pouquíssimas escolas de polícia existentes no mundo. Elogiou o programa da Escola que compreendia cinco cursos: criminalística, curso prático do Código Penal, processo criminal e polícia administrativa, curso de identificação, curso de fotografia judiciária, curso de elementos de medicina legal e o de assistência de urgência (primeiros socorros). Na oportunidade recomendou a criação de estabelecimentos similares em outros países porque "uma tal escola é uma necessidade social de primeira ordem".
Em 1944, com a mudança do nome da Polícia Civil do Distrito Federal para Departamento Federal de Segurança Pública, reorganiza-se a Escola de Polícia do D.F.S.P., graças ao trabalho dedicado do Delegado Silvio Terra, Diretor da Divisão de Polícia Técnica. Instalada no prédio da Rua Joaquim Palhares, na Cidade Nova, atualizou e ampliou as atividades destinadas à formação de todos os quadros policiais, como Comissários, Peritos, Escrivães, Investigadores, Datiloscopistas, Guardas Civis e outros servidores. 
Com a criação do Estado da Guanabara em 1960, tem a denominação mudada para Academia de Polícia e se instala na Rua Frei Caneca, atual sede, desdobrando as atividades curriculares para o Centro de Instrução Prática do bairro do Caju. Em 1984, a Lei nº 761, de 29 de junho, transforma o nome da instituição para Academia Estadual de Polícia Silvio Terra.

## Competência e atribuições
A ACADEPOL é o órgão da Polícia Civil responsável pelos processos seletivos para a admissão de policiais nos quadros da corporação. Após aprovados em concursos públicos de provas ou de provas e títulos, os candidatos às carreiras de Delegado de Polícia, Perito Criminal, Perito Legista, Piloto Policial, Engenheiro de Telecomunicações, Inspetor de Polícia, Papiloscopista, Oficial de Cartório, Investigador, Técnico de Necropsia e Auxiliar de Necropsia, cursam o Curso de Formação Profissional, que os habilita à nomeação para os cargos policiais.
Além dos cursos de formação, a ACADEPOL ministra cursos de aperfeiçoamento e especialização para todas as especialidades policiais, como o CAT - Curso de Ações Táticas, cujo certificado é ambicionado por muitos policiais e o COGEST (Curso de capacitação em grandes eventos e segurança turistica)coordenado pelo diretor do centros de estudos Camilo D'Ornellas.
Os Delegados de Polícia, em nível de altos estudos, poderão fazer o Curso Superior de Polícia - CSP, instituído em 1994 pelo antigo Diretor da ACADEPOL, Cyro Advincula da Silva, que habilita as autoridades policiais para o desempenho dos cargos mais elevados da instituição. 